# Graffenrieda rufescens
Graffenrieda rufescens är en tvåhjärtbladig växtart som beskrevs av Nathaniel Lord Britton och Percy Wilson. Graffenrieda rufescens ingår i släktet Graffenrieda och familjen Melastomataceae. Inga underarter finns listade i Catalogue of Life.